# Аммерзе
Аммерзе (нім. Ammersee) — озеро, розташоване в Німеччині, в Баварії, на околицях Мюнхена, між містами Гершінг-ам-Аммерзе і Діссен-ам-Аммерзее.
Озеро виникло близько 18 000 — 20 000 років тому в результаті сходу льодовика. Площа озера становить близько 47 км², що робить його 6-м за розміром площі озером Німеччини. Розташоване на висоті 520 метрів над рівнем моря, середня глибина 38 метрів, найбільша — 81 метр. Озеро та його околиці є відомим курортом.

## Інтернет-ресурси
- Der Ammersee mit Natur, Kultur, Sport und Spaß. Neu: Videos
- Info rund um den Ammersee mit Bildergalerien, Videos, Gastronomieübersicht
- Geschichte der Kläranlage Eching
- Interaktive Karte vom Ammersee
- Vogelwelt am Ammersee

1. ↑  http://wldb.ilec.or.jp/Details/Lake/EUR-23